# リル・ロータス
リル・ロータス（英語: Lil Lotus、1994年3月1日 - ）は、アメリカのラッパー、歌手、プロデューサー。
Lil Lotusとして活動する前、2016年にはTremorとして活動。
2017年にはエモ・ラップ集団GothBoiCliqueのメンバーであり、友人でもあるコールド・ハート (ミュージシャン)とNedarbをフィーチャーするEP『Body Bag』をリリース。
2020年の初頭にポスト・ハードコア/スクリーモバンド、If I Die Firstをトラビス・リクター

## ディスコグラフィー
- All My Little Scars, Vol. 3 - EP (2020)
- All My Little Scars, Vol. 2 - EP (2020)
- All My Little Scars, Vol. 1 - EP (2020)
- Bullet - EP (2020)
- Never Get Away - シングル (2019)
- Nothing Left - シングル (2019)
- Run From You - シングル (2019)
- Over It - シングル (2018)
- Let's Pretend - シングル (2018)

- Take My Chain - シングル (2018)
- Body Bag - EP (2017)